# 魏書 (王沈)
《魏書》，王沈撰，共四十八卷。原書久佚。
原本為曹丕和曹叡時，命尚書衛覬和繆襲為擬寫曹魏君臣等人物傳記，但多年未能完成；之後又命侍中韋誕和應璩，與王沈、孫該、荀顗、阮籍和傅玄等一同編定。後來，王沈一人獨力完成《魏書》餘下的四十四卷。此書對史實多有隱晦，因此評價不高。裴松之在《三國志》注引達227條，是引用最多的史籍，亦因此保留了《魏書》中不少記載。